# 黄姑鱼岛
黄姑鱼岛是钓鱼岛及其附属岛屿中的一个附属小岛，位于钓鱼岛西，坐标为25°44.5′N 123°29.5′E。2012年3月3日，中华人民共和国国家海洋局、民政部公布它们的标准名称。
黄姑鱼岛是钓鱼岛主岛附近的卫星岛之一，是位置最靠东的一个。黄姑鱼岛在东钓角以南、龙王鲷岛东北方向。

## 外部連結
- 中華民國內政部釣魚臺列嶼簡介（繁體中文）
- ウオッちず 地図閲覧サービス（試験公開） （页面存档备份，存于）（日本国土地理院の地形図）（日語）